# Theotima tchabalensis
Theotima tchabalensis is een spinnensoort uit de familie Ochyroceratidae. De soort komt voor in Kameroen.